# Eresia phaedima
Eresia phaedima är en fjärilsart som beskrevs av Osbert Salvin och Jean Baptiste Godart 1868. Eresia phaedima ingår i släktet Eresia och familjen praktfjärilar. Inga underarter finns listade i Catalogue of Life.